# 田舎の四季
「田舎の四季」（いなかのしき）は、日本の明治時代に文部省唱歌として作成された童謡である。作詞は堀沢周安、作曲者は不詳。

## 解説
文部省が尋常小学校で唱歌の授業に供するため編纂した1910年（明治43年）7月発行の国定教科書『尋常小学読本唱歌』第4学年への収録が初出とされる。文部省では編纂に先立ち唱歌の歌詞とする新体詩の懸賞募集を実施しており、当時の愛媛県の旧制大洲中学校教員であった堀沢は第2部1等で「田舎の四季」、第3部1等で「奈良」の2篇が採用された。作曲者は文部省唱歌の多くの例に漏れず不詳の扱いだが、一説には大阪で箏曲家として活動した楯山登（1876年 - 1916年）の作ではないかとされている。
歌詞は全4番で、表題の通り春・夏・秋・冬の順に農村の生活と四季の風景を描写したものである。堀沢は旧制大洲中学校の校歌を作詞しており、愛媛県立大洲高等学校に引き継がれていることから同校では「田舎の四季」のイントロ部分をチャイムに採用しており、高校の近くにある冨士山公園では歌碑が設置されている。また、大洲市の防災無線では17時の時報に「田舎の四季」を流している。

## 歌詞
本楽曲は歌詞・旋律のいずれも著作権の保護期間を満了し、パブリックドメインとなっている。

### 歌詞の改訂
1932年（昭和7年）発行の『新訂尋常小学唱歌』第4学年より、原詞から以下の2箇所が改訂されている。
- 3番「米にこなして」⇒「もみに仕上げて」
- 4番「松を火に焚く」⇒「そだを火にたく」

そだ（粗朶）は伐採した木から削いだ枝のこと。

### 論争
前述のように「田舎の四季」は堀沢が旧制大洲中学校の教員在職中に作詞されたものだが、歌のモデルとなっている風景に関しては諸説が存在する。秋田忠俊は1973年（昭和48年）に愛媛新聞夕刊連載の『続愛媛の文学散歩』第18回で地元において主流となっている大洲説を否定し、堀沢の出身地である愛知県犬山市（旧丹羽郡善師野村）の風景がモデルと考えられるとした。秋田はその理由として4番に歌われる囲炉裏が大洲市を含む南予地方の温暖な気候では見られないことを挙げているが「大正期までは南予においても囲炉裏がある家は珍しくなかった」とする反論も為されている。

## 歌唱
最初のレコード化は1930年（昭和5年）に児童歌手の平井英子がA面に「ゐなかの四季」、B面に「村の鍛冶屋」を吹き込んでビクターレコードから発売されたSP盤（規格品番：51272）であった。また、日本コロムビアからは文谷千代子の歌唱でA面に「牧場の朝」、B面に「ゐなかの四季」を吹き込んだSP盤（33172）が製造されている。
その他、20世紀末から21世紀にかけて音源化された主なものを挙げる。特に注記の無い場合はCD。
- ダークダックス - キングレコード『歌碑をたずねて 〜童謡・名曲の旅〜』中国・四国・九州編（KICG-8256）トラック7に収録。
- ボニージャックス - 日本コロムビア『日本の唱歌』（COCC-14216〜14217）ディスク1・トラック15に収録。
- 東京放送児童合唱団 - 日本コロムビア『文部省唱歌集成 〜その変遷を追って〜』（COCE-30591）ディスク2・トラック34に収録。
- 杉並児童合唱団 - 日本コロムビア『唱歌・抒情歌ベスト』（COCX-30961〜30962）ディスク1・トラック15に収録。
- 円光寺雅彦 - ビクターエンタテインメントのDVD『NHK名曲アルバム』日本編（NBS-5010）トラック5に収録。